# U-18-Faustball-Europameisterschaft 2015
Die 12. Faustball-Europameisterschaft für männliche U18-Mannschaften fand am 11. und 12. Juli 2015 in Kellinghusen (Deutschland) zeitgleich mit der Europameisterschaft 2015 für weibliche U18-Mannschaften statt. Deutschland war zum dritten Mal Ausrichter der Faustball-Europameisterschaft der männlichen U18-Mannschaften.

## Vorrunde
Spielergebnisse
| 11.07.2015 | Deutschland | – | Schweiz    | 3:0 | (11:8, 11:7, 11:3)   |
| 11.07.2015 | Österreich  | – | Schweiz    | 3:0 | (11:6, 11:4, 11:9)   |
| 11.07.2015 | Deutschland | – | Österreich | 0:3 | (10:12, 10:12, 8:11) |

## Halbfinale
Der Sieger der Vorrunde war direkt für das Finale qualifiziert, der Zweite und der Dritte spielten im Halbfinale um den Finaleinzug.
| 12.07.2015 | Deutschland | - | Schweiz | 3:2 | (9:11, 9:11, 11:7, 11:7, 15:14) |

## Finale
| 12.07.2015 | Österreich | – | Deutschland | 0:3 | (4:11, 6:11, 7:11) |

## Platzierungen
| Rang | Land        |
| ---- | ----------- |
| 1.   | Deutschland |
| 2.   | Österreich  |
| 3.   | Schweiz     |